# 蓬萊泰三
蓬萊 泰三（ほうらい たいぞう、1929年3月28日 - 2018年11月5日）は、日本のテレビドラマ脚本家。児童合唱をメインとした作詞家。

## 人物
- 兵庫県印南郡（現在の加古川市）出身[3]。旧制姫路中学校・旧制姫路高等学校[3]を経て、神戸大学文学部卒業[4]。JVCA（日本ビジュアル著作権協会）、日本脚本家連盟会員。
- 中学時代は数名のアンサンブルで合唱を始めた。高校時代は合唱部でタクトを振った[5]。
- 学生時代に演劇に興味を持ち、脚本を書き、NHK大阪放送局主催の学生コンテストに入賞。大学卒業前に多くの就職試験にするも、結果は失敗。最後に辿り着いたのは小さな新聞社で漸く合格、しかし嫌になったため退社。救ったのは学生時代にお世話になった当時のNHKプロデューサーからNHK大阪放送劇団の募集を頂き、見事入団した。役者としてはテレビやラジオで活躍。ラジオドラマ「お父さんはお人好し」に出演したが、背は低いし、顔はいかつかったので、無理だった[5]。
- 東京のNHKラジオドラマの脚本コンテストがあることを知り応募、結果は2位となり入選。脚本家に転向した[5]。
- 代表作にテレビドラマ｢中学生日記｣、合唱組曲「チコタン」、「日曜日　～ひとりぼっちの祈り～」など。戦争や交通戦争などに対する怒りをメインテーマとした、急転直下の悲劇による、人間の躁と鬱を綯い交ぜにした作風で知られる。
- 受賞歴は、イタリア賞（交響詩劇「海に落ちたピアノ」）、文化庁芸術祭賞、放送批評懇談会ギャラクシー賞、放送文化基金賞など[6]。
- 2018年11月5日、胆内胆管がんのために逝去した[7]。89歳没。亡くなる4か月前の7月14日にNHKラジオのラジオ深夜便「明日へのことば」にゲスト出演した[8]。

## 著書
- 中学生日記
- のっぽさんのパーティー
- のっぽさんのぼうけん
- 幕末未来人
- ツルのみずうみ

## 作詞
（ ）内は作曲者。
- 合唱組曲「日曜日」（南安雄）
- こどものための合唱組曲「オデコのこいつ」（三善晃）
- 星のことばによる混声合唱組曲「迷子の宇宙船」（宮本良樹）
- こどものための合唱組曲「チコタン」（南安雄）
- こどものための合唱組曲「日記のうた」（南安雄）
- こどものための合唱組曲「お菓子のうた」（南安雄）
- さびしい時ははだしになって（三木稔） - 第43回NHK全国学校音楽コンクール小学校の部課題曲
- 混声合唱曲「青春」（野田暉行）
- 童声合唱とピアノのための組曲「のら犬ドジ」（三善晃）
- 合唱組曲「ミイコ」（南安雄）
- わりばしいっぽん（三善晃） - 第51回NHK全国学校音楽コンクール小学校の部課題曲
- こどものための合唱組曲「ぼくのたからもん」（南安雄）
- タンポポ（松下耕） - 第65回NHK全国学校音楽コンクール中学校の部課題曲
- 女声合唱とピアノのための組曲「獅子の子幻想」（鈴木輝昭）
- 混声合唱のための童話「チロ」（鈴木輝昭）

## 脚本
- 音楽物語「くるみ割り人形」（チャイコフスキー）
- 音楽物語「白鳥の湖」（チャイコフスキー）
- 合唱オペラ「タロウの樹」（池辺晋一郎）
- 合唱オペラ「森」（鈴木輝昭）
- 中学生日記（1974年から2000年まで担当）[9]
- できるかな（1978年から最終回まで担当）[10]